# Кнез Горица
Кнез Горица је насељено мјесто у саставу града Карловца, на Кордуну, у Карловачкој жупанији, Република Хрватска.

## Историја
Кнез Горица се од распада Југославије до августа 1995. године налазила у Републици Српској Крајини. До територијалне реорганизације у Хрватској налазила се у саставу бивше велике општине Карловац.

## Становништво
На попису становништва 2011. године, насеље је имало 111 становника.
| Демографија | Демографија | Демографија |
| Година      | Становника  | Становника  |
| ----------- | ----------- | ----------- |
| 1971.       | 205         |             |
| 1981.       | 174         |             |
| 1991.       | 160         |             |
| 2001.       | 109         |             |
| 2011.       |             | 111         |